# سیارک ۸۱۳۰
سیارک ۸۱۳۰ (به انگلیسی: 8130 Seeberg، نامگذاری:1976DJ1) هشت هزار و صد و سیمین سیارک کشف شده‌است که در ۲۷ فوریه ۱۹۷۶ کشف شد.
قدر مطلق سیارک برابر ۱۱٫۳۰ است.